# سونه، سوئد
سونه، سوئد (به سوئدی: Sunne) یک منطقهٔ مسکونی در سوئد است که در بخش سونه واقع شده‌است. سونه ۴٫۵۷ کیلومتر مربع مساحت و ۴٬۹۳۱ نفر جمعیت دارد.